# 六土開正
六土 開正（ろくど はるよし、1955年10月1日 - ）は、日本のベーシスト、キーボーディスト、ピアニスト、作曲家。血液型はA型。
北海道稚内市出身。1977年からロックバンド「安全地帯」で、ベース、キーボード、ピアノを担当する。

## 来歴

### 幼少・青少年期
- 1971年 - 1972年、北海道旭川市で年上連中とバンド活動を行なう。ベース担当で、同年代でも演奏技術は優れていた。市内にある「マチイ楽器店」と「クニハラ楽器店」に出入りの際、中学同級生バンドの矢萩渉、田中裕二と知り合う。田中が事故の骨折による入院の際は、見舞う間柄だった。
- 1973年、バンドが解散し、新たに結成した「六土開正バンド」に矢萩と田中が参加。オールマン・ブラザーズ・バンドなどのサザン・ロックを主体にコピー演奏活動をしていた。
- 1974年 - 1976年、音楽コンテストに出場する中で、玉置浩二率いる「安全地帯」と親交を深める。
- 1977年、安全地帯と合併する。洋楽コピーバンドの「六土開正バンド」の演奏技量とオリジナル楽曲バンドの「安全地帯」の楽曲制作能力に相互に惹かれ合った結果で、安全地帯の原型が完成する。
- 1978年、安全地帯のメンバー、宮下隆宏の脱退により、キーボードからベース担当となる。
- 1981年、安全地帯は井上陽水のコンサートツアーのバックバンドに抜擢され、上京する[1]。

### バンド「安全地帯」デビュー
- 1982年、安全地帯1st.シングル「萠黄色のスナップ」[注釈 1]でキティレコード（後にユニバーサルミュージック）からデビュー。以降、同バンドのライブやコンサートでは、最年長メンバーとしてバンドを支えてきた。
- 1986年、東宝配給映画『プルシアンブルーの肖像』にバンドとして主演、オリジナル・サウンドトラック（インストルメンタル）を提供[5]。

### 作曲家、サポート・ベーシスト活動期
- 1988年、安全地帯が活動休止を宣言。ファミリーコンピュータ用ソフト『貝獣物語』のサウンドトラックを発表する。以降もゲームソフトの音楽制作を行なう。
- 1990年、安全地帯の活動再開。洗練された都会的ロック指向から野性味のあるロックを目指し、社会問題からメッセージソングも取り入れた。
- 1991年、ファミリーコンピュータ用ソフト『じゅうべえくえすと』の音楽制作。
- 1993年、安全地帯23rd.シングル「ひとりぼっちのエール」発売以降、再度活動休止。
- 1994年、音楽性を模索する安全地帯のバンドリーダーの玉置のソロ活動に参加した。また、スーパーファミコン用ソフト『大貝獣物語』の音楽を制作する。
- 1996年、スーパーファミコン用ソフト『大貝獣物語II』のサウンドトラックを発売する。
- 1998年、安全地帯の活動再開を玉置が強く望み、ソロコンサートツアーにメンバーが集結。
- 1999年、バンド活動再開には至らないものの、玉置が安全地帯の楽曲集としてソロアルバム『ワインレッドの心』を発表する。六土はスタジオ・ミュージシャンとして参加している。また、ドリームキャスト用ソフト『エレメンタルギミックギア』の音楽を制作[6]する。

### バンド「安全地帯」再始動
- 2001年、安全地帯の新譜録音に向けてメンバーが集結する。
- 2002年、安全地帯24th.シングル「出逢い」発売で、9年ぶりに活動再開。
- 2003年、安全地帯10th.アルバム『安全地帯X〜雨のち晴れ〜』を発表し、コンサートツアーを開催する。
- 2004年、安全地帯の活動休止。ギタリストの武沢豊の事故後の経過観察も影響した。以降は、メンバー個々の活動に入り、六土は音楽活動を離れ、サラリーマン生活を送ることになった。
- 2009年、急性膵炎で2年間療養していた玉置が音楽活動再開を決意するにあたり、安全地帯のメンバーを招集。新譜制作・録音に向けて、合宿生活を始める。音楽活動の長期間ブランクから演奏に不安を感じていたが、いざ楽器を手にすると自然と体が思いだしたと述べている。
- 2010年、安全地帯27th.シングル「蒼いバラ」発売。レコード会社をソニー・ミュージックからユニバーサルミュージックへ復帰。完全復活を宣言し、往年の楽曲にも意欲的に取り組んでいる。また、1960年代から1970年代にかけての洋楽に造詣が深いため、6月30日にユニバーサルミュージックから発売される『ニッポン洋楽ヒッツ！ORICON洋楽ヒット・チャート・コンピレーション1968-1979/V.A.』[7]では楽曲の解説を担当している。
- 2013年、安全地帯14th.アルバム『安全地帯XIV - The Saltmoderate Show -』[8]にて「ただいま…おかえり」の作曲を担当した。
- 2015年と2016年、玉置のソロツアー「玉置浩二 〜故郷楽団 Concert Tour 2015〜」[9]「玉置浩二コンサートツアー2016〜AMOUR〜」[10]にサポートメンバーとして帯同。
- 2017年4月29日、安全地帯のメンバーである矢萩渉と武沢豊によるギターユニット「ワタユタケ」が羽田空港ティアットスカイホールにて開催したスペシャルライブ「CLUB CITTA' PRESENTS ワタユタケ TWIN GUITAR ～春の宴～ -スペシャル 2SHOWS-」[11]と並行して行われた安全地帯メンバーによるトークショーに参加。5月31日には安全地帯のデビュー35周年を記念した初のオールタイム・ベストアルバム『ALL TIME BEST』[12]が発売されたと同時に、グループとしては4年振りとなるツアー（日本武道館2daysならびに香港公演）の開催が発表された。

## 主な音楽活動

### 安全地帯
- 『安全地帯 Ⅱ』、CD （製品番号3133-12）、キティ、1984年。玉置浩二 (歌・曲); 矢萩渉 (guitar) ; 六土開正 (bass, keyboard) ; 田中裕二 (drums) ; 武沢豊 (guitar) / 井上陽水 (詞), 松井五郎 (詞)。
- 『エンドレス ; 安全地帯ライブ : 1』、CD (製品番号H6OK20007)、キティ、1985年。玉置浩二 (歌・曲) ; 矢萩渉 (guitar) ; 六土開正 (bass, keyboard) ; 田中裕二 (drums) ; 武沢豊 (guitar) / 松尾由紀夫 (詞), 松井五郎 (詞), 小椋佳 (詞), ヘンリック, リンダ (詞)。
- 『エンドレス ; 安全地帯ライブ : 2』、CD (製品番号H6OK20008) 、キティ、1985年。玉置浩二 (歌・曲) ; 矢萩渉 (guitar) ; 六土開正 (bass, keyboard) ; 田中裕二 (drums) ; 武沢豊 (guitar) / サトウハチロー (詞) , 井上陽水 (詞) , 松井五郎 (詞), 中田喜直 (曲)。

- 『プルシアンブルーの肖像 ; オリジナル・サウンドトラック ; 安全地帯』、CD (製品番号H33K20040)、キティ、1986年。安全地帯 (歌, 演奏), 森の木児童合唱団 (歌)/ 松井五郎 (詞), 玉置浩二 (曲), 矢萩渉 (曲), 星勝 (曲), 六土開正 (曲)。
- 『安全地帯 Ⅵ ; 月に濡れたふたり ; 安全地帯』、CD (製品番号H32K20090)、キティ、1988年。玉置浩二 (vocal・曲) ; 矢萩渉 (guitar) ; 六土開正 (bass) ; 田中裕二 (drums) ; 武沢豊 (guitar) / 松井五郎 (詞)。
- 『微笑みに乾杯 ; 安全地帯』、CD 8枚 (製品番号H10K-30015)、キティ、1988年。安全地帯 (歌) : 玉置浩二 ; 六土開正 ; 矢萩渉 ; 武沢豊 ; 田中裕二 / 松井五郎 (詞), 玉置浩二 (曲)。

### 楽曲提供
- ファミリーコンピュータ用ソフト『貝獣物語』（1988年12月21日サウンドトラック発売）
- ファミリーコンピュータ用ソフト『じゅうべえくえすと』（1991年発表）
- ファミリーコンピュータ用ソフト『ドリームマスター』（1992年発表）
- スーパーファミコン用ソフト『大貝獣物語』（1994年発表）
- スーパーファミコン用ソフト『大貝獣物語II』（1996年8月25日サウンドトラック発売）
- ドリームキャスト用ソフト『エレメンタルギミックギア』（1999年発表[6]）

### サポート・ミュージシャンとして参加したアーティスト
- 井上陽水 1981年～1983年、安全地帯としてバックバンドを担当[1]。